# The Emperor in August
The Emperor in August (日本のいちばん長い日?   literalmente "El día más largo de Japón") es una película dramática histórica japonesa de 2015 dirigida por Masato Harada y estrenada en los cines de Japón el 8 de agosto de 2015.
Es una nueva versión ampliada de la película de 1967 El día más largo de Japón, la película muestra la cadena de mando del Ejército Imperial de Japón y el Consejo Supremo de Guerra bajo el mando del emperador Hirohito en el período inmediato anterior a la rendición de Japón en la Segunda Guerra Mundial entre abril de 1945 y el 15 de agosto de 1945, en la película se narra especialmente el mandato de Kantarō Suzuki como primer ministro y los últimos meses de Korechika Anami como ministro de la Guerra, el bombardeo aliado de Tokio del 25 de mayo, los preparativos para la Operación Ketsugō, la respuesta de los líderes a la Declaración de Potsdam y los bombardeos atómicos de Hiroshima y Nagasaki, y el fallido intento del ejército de un golpe destinado a frustrar la declaración de rendición de Japón.

## Argumento
La película recrea la cadena de acontecimientos históricos ocurrida en Japón desde abril hasta el 15 de agosto de 1945, que determinaron el futuro destino de Japón: los últimos meses del mando de las fuerzas armadas del Japón Imperial y el consejo militar bajo el liderazgo de Hirohito en el período anterior a la rendición de Japón en la Segunda Guerra Mundial, el mandato de Kantaro Suzuki como primer ministro y los últimos meses del mandato como ministro de Guerra de Korechiki Anami, el bombardeo aliado de Tokio, los preparativos para la operación Katsugo, la reacción de los líderes a la Declaración de Potsdam y los bombardeos atómicos de Hiroshima y Nagasaki, así como el golpe militar fallido diseñado para frustrar la rendición de Japón.

## Reparto
- Kōji Yakusho como el general Korechika Anami
- Masahiro Motoki como emperador Hirohito
- Tori Matsuzaka como el mayor Kenji Hatanaka
- Kenichi Yajima como Naidaijin Kōichi Kido
- Akaji Maro como el almirante Hisanori Fujita
- Ikuji Nakamura como el almirante Mitsumasa Yonai
- Kazuhiro Yamaji como Tōji Yasui
- Yuki Ikenobō como emperatriz Kōjun
- Shu Nakajima como el general Hideki Tojo
- Yasumasa Oba como el teniente coronel Masataka Ida
- Misako Renbutsu como Kimiko
- Erika Toda (aparición especial como Miss Yasuki)
- Kenichi Matsuyama (aparición especial como Takeo Sasaki)
- Shinichi Tsutsumi como secretario jefe Hisatsune Sakomizu
- Tsutomu Yamazaki como primer ministro Kantarō Suzuki

## Recepción
La película recaudó ¥145.48 millones en su primer fin de semana y fue número 10 en taquilla. Hasta el 26 de agosto había recaudado ¥875 millones. La película recibió diez nominaciones a los Premios de la Academia de Cine de Japón, así como a los Premios Blue Ribbon y los Premios de cine de Mainichi.
Las críticas fueron en su mayoría negativas así Edmund Lee en el South China Morning Post dijo queː «Un relato elegante pero demasiado distante de los acontecimientos que condujeron a la rendición incondicional de Japón a los Aliados el 15 de agosto de 1945 [...] Los no aficionados a la historia probablemente no necesiten verla».